# Alessandro Padoa
Alessandro Padoa (Veneza, 14 de outubro de 1868 – Gênova, 25 de novembro de 1937) foi um matemático italiano.
Foi palestrante do Congresso Internacional de Matemáticos em Paris em 1900, em Cambridge em 1912 e em Bolonha em 1928.

## Obras
- La Logique Déductive dans sa dernière Phase de Développement, Gauthier-Villars, Paris 1912 (Vorwort von Peano, Vorabdruck in der Revue de metaphysique et de morale, Band 19, 1911, S. 828–832 und Band 20, 1912, S. 48–67, 207–231)
- Un Nouveau Système de Définitions pour la Géométrie Euclidienne, Proceedings of the International Congress of Mathematicians, Paris 1900, S. 353–363.
- Essai d'une théorie algébrique des nombres entiers, précédé d'une introduction logique à une théorie déductive quelconque, Bibliothèque de Congress Internationale de Philosophie, Band 3, Paris: Colin 1901, S. 309–365,  auch in: L'Enseignement Mathématique, Band 5, 1903
  - teilweise ins Englische übersetzt als: Logical introduction to any deductive theory, 1900, in: Jean van Heijenoort, A Source Book in Mathematical Logic, 1879–1931, Harvard Univ. Press, 1967, S. 118–23.
- Matematica intuitiva, Palermo 1923
- Ce que la Logique doit a Peano, Congres International de Philosophie Scientifique, Paris 1935, Actualites scientifiques et industrielles No. 395, 1937, 31–37